# Acords de Belaveja
Els Acords de Belaveja (Beloveja) (belarús: Белавежскія пагадненні o rus: Беловежские соглашения) fou un acord signat el 8 de desembre del 1991 pels presidents de Rússia, Ucraïna i Belarús (Borís Ieltsin, Leonid Kravtxuk i Stanislau Xuixkèvitx, respectivament) a la reserva natural del bosc de Belaveja. Aquests acords declaren la dissolució de l'URSS i estableixen en el seu lloc la Comunitat d'Estats Independents (CEI). L'acord es realitzà malgrat que al mes de març la població havia votat en un 78% a favor de la conservació de la Unió de Repúbliques Socialistes Soviètiques (vegeu referèndum de la Unió Soviètica del 1991). La signatura dels Acords fou comunicada per telèfon al President de la Unió Soviètica Mikhaïl Gorbatxov per Stanislau Xuixkèvitx.

Escut de la Unió Soviètica amb el seu lema -Proletaris de tots els països, uniu-vos!- a les cintes escrit en es idiomes de les RSS

## Bases legals i ratificació
Tot i que hi havia dubtes sobre l'autoritat dels líders per dissoldre la Unió Soviètica, segons l'article 72 de la Constitució de la Unió Soviètica del 1977 les repúbliques tenien el dret de separar-se lliurement de la Unió. El 12 de desembre del 1991, el Soviet Suprem de Rússia ratificà els acords per part de Rússia i alhora derogà el Tractat de Creació de l'URSS del 1922.
Tots els dubtes relatius a la legalitat de la dissolució de la Unió Soviètica finalitzaren el 21 de desembre del 1991, quan els representants de totes les repúbliques soviètiques, excepte Geòrgia i les Repúbliques Bàltiques, incloent-hi les que havien signat els Acords de Belaveja, signaren el protocol d'Alma-Atà, confirmant el desmembrament i la posterior extinció de la Unió Soviètica i l'establiment de la Comunitat d'Estats Independents en el seu lloc. Com que catorze de les disset repúbliques no exerciren el dret constitucional a la secessió i acordaren l'extinció de la Unió, desaparegué la pluralitat de repúbliques membres requerida perquè la Unió continués la seva existència com a estat federal. La cimera d'Alma-Atà també acordà diverses mesures amb conseqüències pràctiques per l'extinció de la Unió.
Tanmateix, quatre dies més tard, el govern federal soviètic continuava existint i Mikhaïl Gorbatxov continuava mantenint el control del Kremlin com a President de la Unió Soviètica. Això s'acabà el 25 de desembre del 1991, quan Gorbatxov dimití com a president de la Unió Soviètica i entregà el control del Kremlin i els restants poders del seu càrrec a l'oficina del president de la Federació Russa, Borís Ieltsin, alhora que posava fi al govern federal soviètic i engegava la dissolució de la Unió Soviètica.
La dimissió de Gorbatxov fou televisada, igual que l'arriat de la bandera de la Unió Soviètica del Kremlin de Moscou, cosa que captà l'atenció mundial com a acte simbòlic del final de la Unió Soviètica.
L'endemà, el 26 de desembre del 1991] el Soviet Suprem de l'URSS, formalment el més alt organisme governamental de la Unió Soviètica, reconegué el col·lapse de la unió i s'autodissolgué, com esdeveniment final que marcà l'extinció de la Unió Soviètica.
La cimera d'Alma-Atà també prengué la decisió el 21 de desembre del 1991 d'acceptar la petició de Rússia per ser reconeguda com a estat successor de l'URSS, entre altres coses, com a membre de les Nacions Unides. El 24 de desembre, el president rus Ieltsin informà Javier Pérez de Cuéllar, secretari general de l'ONU, que la Unió Soviètica s'havia dissolt i que la Federació Russa seria el seu estat successor i continuador de la Unió Soviètica com a membre de l'ONU. El document confirmà les credencials dels representants de la Unió Soviètica com a representants de Rússia i sol·licità que el nom de la Unió Soviètica fos canviat pel de la Federació Russa en tots els registres oficials. Aquest moviment permeté a Rússia retenir el seu lloc al Consell de Seguretat de les Nacions Unides, cosa que hauria sigut impossible si algun altre estat s'hagués atribuït la successió. El Secretari General aprovà la proposta i en no haver-hi objeccions de cap estat membre, la Federació Russa prengué el lloc de la Unió Soviètica a l'ONU.
El 31 de gener del 1992, el president de la Federació Russa prengué personalment part a la reunió del Consell de Seguretat com a representant de Rússia, la primera vegada que exercia com successor a l'ONU.